# Balangir (district)
Balangir of Bolangir is een district van de Indiase staat Odisha. Het district telt 1.335.760 inwoners (2001) en heeft een oppervlakte van 6552 km².
De hoofdstad van het district is het gelijknamige Balangir. Het district bestaat voornamelijk uit niet-stedelijke gebieden. Andere plaatsen en steden zijn Titlagarh, Patnagarh, Kantabanji, Loisingha, Saintala, Belpada, Tushra, Agalpur, Deogaon en Chudapali.
Angul · Balangir · Baleshwar · Bargarh · Bhadrak · Boudh · Cuttack · Debagarh · Dhenkanal · Gajapati · Ganjam · Jagatsinghpur · Jajpur · Jharsuguda · Kalahandi · Kandhamal · Kendrapara · Kendujhar · Khordha · Koraput · Malkangiri · Mayurbhanj · Nabarangpur · Nayagarh · Nuapada · Puri · Rayagada · Sambalpur · Subarnapur · Sundargarh